# Isola Ploskij (Isole Krasnoflotskie)
L'isola Ploskij (in russo Остров Плоский, ostrov Ploskij, in italiano "isola piana") è un'isola russa che fa parte dell'arcipelago di Severnaja Zemlja ed è bagnata dal mare di Kara.
Amministrativamente fa parte del distretto di Tajmyr del Territorio di Krasnojarsk, nel Distretto Federale Siberiano.

## Geografia
L'isola è la terza, partendo da nord, delle isole Krasnoflotskie; è situata 1,1 km a nord dell'isola Greben' e 4,65 km a sud dell'isola Srednij, che fanno entrambe parte del gruppo, e a circa 28 km a sud del capo di Sverdlov (мыс Свердлова, mys Sverdlova) nell'isola della Rivoluzione d'Ottobre.
Ploskij ha una forma ovale irregolare che si sviluppa in direzione ovest-est; misura 1,5 km di lunghezza e 800 m di larghezza. A nord-est c'è uno stretto promontorio di 500 m, mentre a sud-ovest, al largo della costa, c'è un isolotto senza nome di circa 150 m di lunghezza.
Lungo il litorale sono presenti scogliere di 5 m d'altezza e nel sud c'è un'altura che misura 24 m s.l.m., sulla cui cima si trova un punto di rilevamento topografico.
Il territorio è libero dal ghiaccio; nella parte settentrionale è sassoso.

## Storia
Come tutte le Krasnoflotskie, anche l'isola Ploskij fu scoperta e mappata nell'agosto del 1932 dalla spedizione dell'Istituto di Ricerca Artico e Antartico sul rompighiaccio "V. Rusanov".

## Isole adiacenti
- Isola Bol'šoj (Остров Большой, ostrov Bol'šoj), 2,7 km a nord.
- Isola Srednij (остров Средний, ostrov Srednij), 4,65 km a nord.
- Isola Greben' (остров Гребень, ostrov Greben'), 1,1 km a sud.